# Castello di Almourol

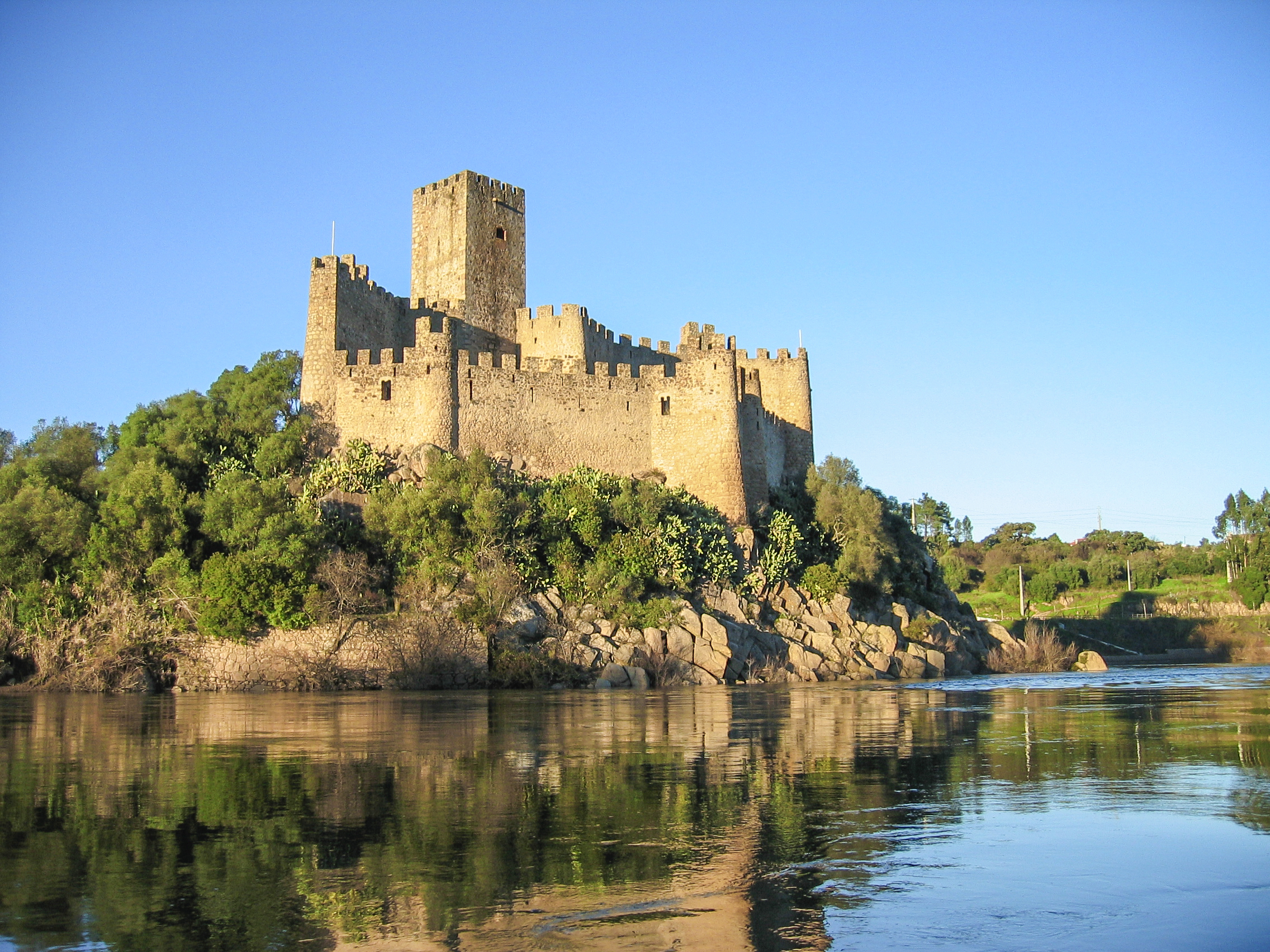
Veduta del castello

Il castello di Almourol, situato al centro del fiume Tago nella freguesia di Praia do Ribatejo, nel municipio di Vila Nova da Barquinha, Portogallo, rientra a buon titolo nell'elenco delle fortezze templari. Si trova situato in posizione strategica su uno scoglio al centro del fiume che fungeva da confine naturale fra i domini musulmani e quelli cristiani. Diversamente da altre strutture templari, la sua funzione è prettamente militare. Di ridotte dimensioni, raggiungibile solo tramite imbarcazioni (forse un ponte in legno era sistemato sulla riva destra, cioè cristiana, del fiume), presenta un solo edificio in muratura (il mastio) di forma quadrata, da cui parte il muro di cinta con andamento a spirale (sempre quadrata) che circonda la torre stessa per ricongiungersi ad essa all'ingresso principale di cui la torre rappresenta uno dei lati; l'ingresso si trova nel lato a valle dell'isolotto, all'interno un ulteriore muro funge da diaframma dividendo in due lo spazio disponibile. Una postierla, posta nella parte più scoscesa dell'isolotto, opposta alla porta principale, consente di raggiungere il fiume rapidamente. A livello del terreno sono ancora evidenti le tracce delle stalle mentre sui muri interni e di cinta si notano gli incastri di alcune strutture in legno fra cui il camminamento di guardia. L'accesso alla torre è situato in posizione elevata rispetto al terreno. Si tratta di una delle più suggestive fortezze medievali, nonostante le ridotte dimensioni, grazie alla sua posizione e all'integrità dell'ambiente circostante, lontano da centri abitati.

## Letteratura e leggenda
Nel romanzo cavalleresco Palmerino d'Inghilterra di Francisco de Moraes Cabral  il protagonista qui «riunì tutti i cavalieri del mondo prima di mandarli a conquistare Costantinopoli. Almaroul (...) naturalmente ha la sua leggenda: una bella principessa, un prigioniero moro che tornano ad abbracciarsi nelle notti di luna».